# Nieciecz Włościańska (gromada)
Nieciecz Włościańska (alt. Nieciecz Włościański) – dawna gromada, czyli najmniejsza jednostka podziału terytorialnego Polskiej Rzeczypospolitej Ludowej w latach 1954–1972.
Gromady, z gromadzkimi radami narodowymi (GRN) jako organami władzy najniższego stopnia na wsi, funkcjonowały od reformy reorganizującej administrację wiejską przeprowadzonej jesienią 1954 do momentu ich zniesienia z dniem 1 stycznia 1973, tym samym wypierając organizację gminną w latach 1954–1972.
Gromadę Nieciecz Włościańska z siedzibą GRN w Niecieczy Włościańskiej utworzono – jako jedną z 8759 gromad na terenie Polski – w powiecie sokołowskim w woj. warszawskim, na mocy uchwały nr VI/10/21/54 WRN w Warszawie z dnia 5 października 1954. W skład jednostki weszły obszary dotychczasowych gromad Kupientyn kolonia, Nieciecz Włościańska, Nieciecz-Dwór, Niewiadoma i Wyrąb ze zniesionej gminy Sabnie w tymże powiecie. Dla gromady ustalono 11 członków gromadzkiej rady narodowej.
31 grudnia 1959 z gromady Nieciecz Włościańska wyłączono wieś Wyrąb, która weszła w skład nowo utworzonej gromady Sokołów w tymże powiecie, po czym gromadę Nieciecz Włościańska zniesiono a jej (pozostały) obszar włączono do gromady Sabnie tamże.